# Stój, bo mamuśka strzela
Stój, bo mamuśka strzela (tytuł oryg. Stop! Or My Mom Will Shoot) – amerykański film fabularny z 1992 roku w reżyserii Rogera Spottiswoode’a.

## Obsada
- Estelle Getty – Tutti Bomowski
- Sylvester Stallone – Joe Bomowski
- JoBeth Williams – Gwen Harper
- Roger Rees – Parnell
- Martin Ferrero – Paulie
- Gailard Sartain – Munroe
- John Wesley – Tony
- Al Fann – Lou
- Ella Joyce – McCabe

## Fabuła
Detektyw Joe Bomowski wiedzie poukładane życie. Pewnego dnia z wizytą odwiedza go matka, a wówczas w jego egzystencję wkrada się chaos. Matka Joego wtrąca się do wszystkiego – od miłości, do spraw zawodowych. Joe jest na skraju wyczerpania nerwowego. Prawdziwe kłopoty zaczynają się, gdy pani Bomowski postanawia umyć naoliwiony pistolet syna, a potem, w ramach rekompensaty, za zniszczoną broń kupuje na ulicy kradziony pistolet maszynowy.